# Paroedura maingoka
Espèce
Statut de conservation UICN

 NT  : Quasi menacé
Paroedura maingoka est une espèce de geckos de la famille des Gekkonidae.

## Répartition
Cette espèce est endémique de la région d'Atsimo-Andrefana à Madagascar.

## Publication originale
- Nussbaum & Raxworthy, 2000 : Systematic revision of the genus Paroedura Günther (Reptilia: Squamata: Gekkonidae), with description of five new species. Miscellaneous Publications, Museum of Zoology, University of Michigan, n. 189, p. 1-26 (texte intégral).